# Globularia meridionalis
Globularia meridionalis là một loài thực vật có hoa trong họ Mã đề. Loài này được (Podp.) O.Schwarz mô tả khoa học đầu tiên năm 1938.

## Hình ảnh

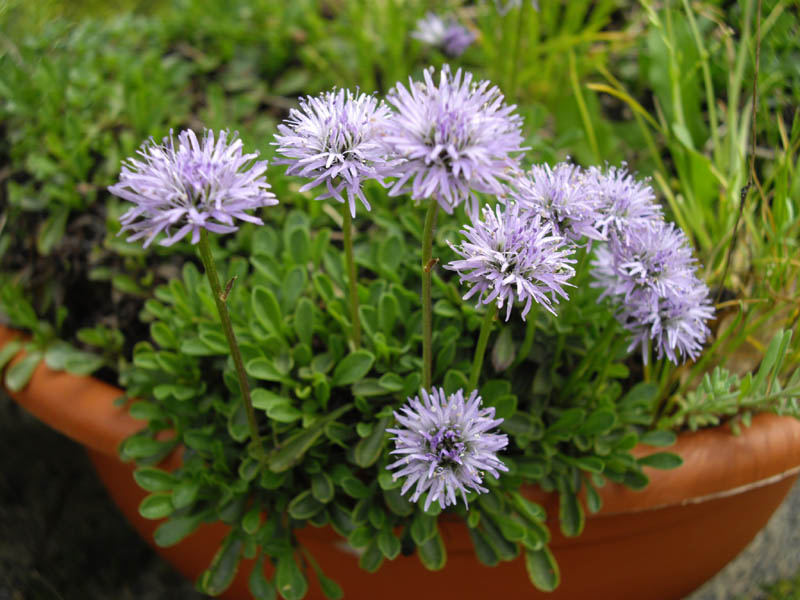